# 高橋奎二
高橋 奎二（たかはし けいじ、1997年5月14日 - ）は、京都府亀岡市出身のプロ野球選手（投手）。左投左打。東京ヤクルトスワローズ所属。
妻は元AKB48の板野友美。

## 経歴

### プロ入り前
亀岡市立安詳小学校1年から軟式野球を始める。亀岡市立東輝中学校では軟式野球部に入っていた。当時はとにかく華奢で体も固かった。
龍谷大学付属平安高等学校では1年秋からベンチ入り。甲子園出場経験は3度。2年春の第86回選抜大会では4試合に登板し、3勝を挙げ、初優勝に貢献し優勝投手となった。3年春の第87回選抜大会では浦和学院戦で延長戦で2失点を喫し、初戦敗退。3年夏の京都大会では、京都翔英戦で7失点を喫し、敗退。2学年下に岡田悠希がいた。
2015年10月22日に行われた2015年度ドラフト会議で東京ヤクルトスワローズから3位指名を受け、11月27日に契約金5000万円、年俸600万円で合意し、入団。背番号は47。

### ヤクルト時代
プロ1年目の2016年シーズンは、一軍登板なし。
2017年シーズンは、若手成長株として期待されていたが左肩を痛め、リハビリ生活を送り、ようやく癒えたところで今度は腰痛を発症した。
2018年シーズンは、一軍初登板となる9月5日の中日ドラゴンズ（明治神宮野球場）戦で5回を投げ、5失点だった。10月2日の対横浜DeNAベイスターズ戦（明治神宮野球場）では5回1失点8奪三振の好投でプロ初勝利を挙げた。筒香嘉智を3打席連続三振に打ち取っている。
2019年シーズンは、先発ローテーション入りし、4月3日の対DeNA戦（明治神宮野球場）でシーズン初先発。6月23日の対千葉ロッテマリーンズ戦（明治神宮野球場）では6回2失点でシーズン初勝利を挙げた。最終的に防御率5.76ながら19試合に先発し、4勝を挙げた。ほぼ二回に一四球を与えるなど制球難を露呈した。
2020年シーズンは、7月30日の対阪神タイガース戦（明治神宮野球場）でシーズン初勝利を挙げる。コンディション不良もあり、10試合の登板に終わった。
2021年シーズンは、春季キャンプでカットボールの習得を目指した。キャンプから結果が出ず、二軍スタートになり、交流戦まではセットポジションから投球する新フォームで登板を重ね、安定感を見せるようになると一軍に合流。6月13日の対福岡ソフトバンクホークス戦（PayPayドーム）でシーズン初勝利を挙げた。その後は先発ローテーションに定着。打線の援護に見放され勝敗は4勝1敗に留まったが、防御率2.87、WHIP1.07と安定した投球を披露し、後半戦からは奥川恭伸と先発陣を引っ張り、優勝に貢献した。シーズン終盤は首位を争った阪神タイガース戦への登板に合わせ、奥川と共に登板間隔を開けて調整し、10月9日は5回1失点と試合を作り、10月20日は7回無失点の好投で引き分けに持ち込み、マジックを減らす立役者になる。優勝がかかった10月26日の横浜DeNAベイスターズ戦（横浜スタジアム）ではリリーフを待機し、5回からの2イニングを無失点に抑え、優勝決定試合の勝利投手となった。シーズン最終戦で炎上し、不安を覗かせたがクライマックスシリーズでは第2戦の先発を任され、読売ジャイアンツ相手に6回8奪三振の快投をみせ、初登板初勝利を記録し、チームの日本シリーズ進出に貢献した。シリーズでも11月21日の第2戦目に先発し、オリックス・バファローズを相手に133球を投げ、プロ初完投・初完封勝利を挙げ、優秀選手賞を受賞した。同年のシーズンオフには、750万円増となる推定年俸2200万円で契約を更改した。
2022年6月12日の福岡ソフトバンクホークス戦（PayPayドーム）では和田毅との投手戦を制し、3-0で勝利。レギュラーシーズン初の完封勝利を挙げた。最終的に17試合に先発登板し、8勝2敗、防御率2.63を記録。12月2日、2800万円増となる推定年俸5000万円で契約を更改した。
2023年、1月26日に2023 ワールド・ベースボール・クラシック日本代表に選出され、3月12日の1次リーグ・オーストラリア戦で2回を無失点で抑えた。レギュラーシーズンでは20試合に登板し、4勝9敗、防御率4.60を記録。12月20日、200万円減となる推定年俸4800万円で契約を更改した。
2024年は自己ワーストの1回2/3を投げて7失点を喫するなど大炎上する試合もあったが、シーズン全体では21試合に登板。シーズン中盤以降に調子を上げ、最後は3連勝でシーズンを終えた。最終的にいずれも自己最高の投球回（115回2/3）、勝利数（8勝、2022年と同数）を記録した。オフに1000万円増の推定年俸5800万円で契約を更改。
2025年は開幕から2試合に登板するも、4月12日に上半身のコンディション不良で登録を抹消された。一軍復帰は6月8日の福岡ソフトバンクホークス戦までずれ込んだが、その日の登板で5回を無失点に抑え、2勝目を挙げた。しかし再昇格から4試合目の登板となった7月5日の中日戦（バンテリンドームナゴヤ）にて5回途中で緊急降板。翌6日に登録を抹消された。

## 選手としての特徴
高校時代は最速145km/hを記録。プロ入り後の直球の最速は155km/h。変化球はスライダー、チェンジアップ、カーブを持つ。他にもカットボール、少し曲がるスライダーも投じる。

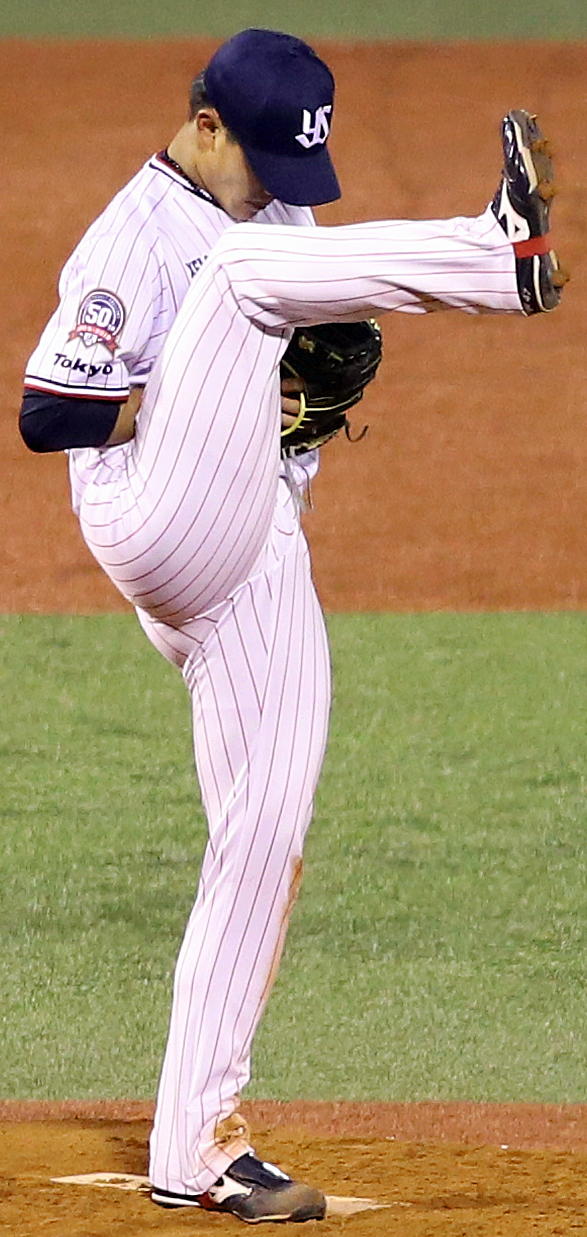
特徴的なフォーム

高校時代は「古都のライアン」、「左のライアン」と呼ばれていたように右足を大きく上げるダイナミックなフォーム。

## 人物
- 顔立ちが俳優の竹野内豊似とされている[49]。
- 高校時代は原田英彦監督から精神的な未熟さと、整ったかわいらしいルックスから「赤ちゃん」と呼ばれ自立を促されていた[50]。
- 趣味はダーツ。2018年の記事によると、中学時代にダーツをプレイできる飲食店によく行っており、昔はその飲食店の関係者がくれたマイダーツを持っていた。好きなダーツの種目はクリケット[51]。
- 2021年1月5日、板野友美と結婚[2]。なお、婚姻届は、ヤクルトの高津臣吾監督と板野の恩師である秋元康が証人の欄にサインしたものを2人で提出。実は2019年Twitter上で投稿された高橋がプロ初打点を挙げた動画に、板野が「いいね」をしていたことで一部ファンの間では騒がれたことがあった[52]。同年10月10日に第1子となる女児が誕生。
- 妻である板野からは「けけ」と呼ばれている[53]。
- 妹の高橋美結もしばしば妻の板野友美のSNSに登場する機会が多く[54]、2024年に板野がプロデュースする妹分のユニット「RoLuANGEL」（ロールエンジェル）のメンバーとして芸能活動を開始している。このユニットには板野の実妹の板野成美も加入しており、（両者にとって）実妹・義妹が揃って所属する形となっている[55]。
- 兄の利政[56]は愛知県名古屋市の矢場とんに勤務しており、社会人野球クラブの「矢場とんブースターズ」に所属している。2023年8月29日の中日対ヤクルト戦はゲーム・スポンサーとして「竜も名古屋も！アゲ揚げ矢場とんナイト」と銘打ち、利政が始球式の投手（本来のポジションは内野手）を務めることとなった。この時に一軍登録抹消中だった弟の奎二が打席に立ったことで“兄弟対決”が実現した[57][58]。

## 詳細情報

### 年度別投手成績
| 年 度     | 球 団     | 登 板 | 先 発 | 完 投 | 完 封 | 無 四 球 | 勝 利 | 敗 戦 | セ 丨 ブ | ホ 丨 ル ド | 勝 率 | 打 者 | 投 球 回 | 被 安 打 | 被 本 塁 打 | 与 四 球 | 敬 遠 | 与 死 球 | 奪 三 振 | 暴 投 | ボ 丨 ク | 失 点 | 自 責 点 | 防 御 率 | W H I P |
| --------- | --------- | ----- | ----- | ----- | ----- | -------- | ----- | ----- | -------- | ----------- | ----- | ----- | -------- | -------- | ----------- | -------- | ----- | -------- | -------- | ----- | -------- | ----- | -------- | -------- | ------- |
| 2018      | ヤクルト  | 3     | 3     | 0     | 0     | 0        | 1     | 1     | 0        | 0           | .500  | 69    | 15.0     | 14       | 4           | 8        | 0     | 2        | 20       | 0     | 0        | 10    | 5        | 3.00     | 1.47    |
| 2019      | ヤクルト  | 20    | 19    | 0     | 0     | 0        | 4     | 6     | 0        | 0           | .400  | 438   | 95.1     | 99       | 14          | 53       | 2     | 8        | 99       | 5     | 0        | 68    | 61       | 5.76     | 1.59    |
| 2020      | ヤクルト  | 10    | 9     | 0     | 0     | 0        | 1     | 3     | 0        | 0           | .250  | 212   | 48.0     | 47       | 6           | 21       | 1     | 4        | 51       | 1     | 0        | 24    | 21       | 3.94     | 1.42    |
| 2021      | ヤクルト  | 14    | 13    | 0     | 0     | 0        | 4     | 1     | 0        | 0           | .800  | 320   | 78.1     | 59       | 9           | 25       | 3     | 6        | 80       | 4     | 1        | 25    | 25       | 2.87     | 1.07    |
| 2022      | ヤクルト  | 17    | 17    | 2     | 1     | 1        | 8     | 2     | 0        | 0           | .800  | 416   | 102.2    | 75       | 9           | 37       | 3     | 9        | 113      | 1     | 0        | 32    | 30       | 2.63     | 1.09    |
| 2023      | ヤクルト  | 20    | 20    | 0     | 0     | 0        | 4     | 9     | 0        | 0           | .308  | 445   | 101.2    | 104      | 20          | 47       | 3     | 6        | 94       | 3     | 0        | 53    | 52       | 4.60     | 1.49    |
| 2024      | ヤクルト  | 21    | 20    | 0     | 0     | 0        | 8     | 9     | 0        | 1           | .471  | 504   | 115.2    | 116      | 12          | 38       | 0     | 8        | 106      | 1     | 0        | 55    | 46       | 3.58     | 1.33    |
| 通算：7年 | 通算：7年 | 105   | 101   | 2     | 1     | 1        | 30    | 31    | 0        | 1           | .492  | 2404  | 556.2    | 514      | 74          | 229      | 12    | 43       | 563      | 15    | 1        | 267   | 240      | 3.88     | 1.33    |

- 2024年度シーズン終了時
- 各年度の太字はリーグ最高

### WBCでの投手成績
| 年 度 | 代 表 | 登 板 | 先 発 | 勝 利 | 敗 戦 | セ ｜ ブ | 打 者 | 投 球 回 | 被 安 打 | 被 本 塁 打 | 与 四 球 | 敬 遠 | 与 死 球 | 奪 三 振 | 暴 投 | ボ ｜ ク | 失 点 | 自 責 点 | 防 御 率 |
| ----- | ----- | ----- | ----- | ----- | ----- | -------- | ----- | -------- | -------- | ----------- | -------- | ----- | -------- | -------- | ----- | -------- | ----- | -------- | -------- |
| 2023  | 日本  | 1     | 0     | 0     | 0     | 0        | 7     | 2.0      | 1        | 0           | 0        | 0     | 0        | 2        | 0     | 0        | 0     | 0        | 0.00     |

### 年度別守備成績
| 年 度 | 球 団    | 投手  | 投手  | 投手  | 投手  | 投手  | 投手     |
| 年 度 | 球 団    | 試 合 | 刺 殺 | 補 殺 | 失 策 | 併 殺 | 守 備 率 |
| ----- | -------- | ----- | ----- | ----- | ----- | ----- | -------- |
| 2018  | ヤクルト | 3     | 1     | 1     | 0     | 0     | 1.000    |
| 2019  | ヤクルト | 20    | 3     | 12    | 2     | 2     | .882     |
| 2020  | ヤクルト | 10    | 2     | 7     | 0     | 0     | 1.000    |
| 2021  | ヤクルト | 14    | 3     | 18    | 0     | 0     | 1.000    |
| 2022  | ヤクルト | 17    | 4     | 12    | 0     | 0     | 1.000    |
| 2023  | ヤクルト | 20    | 3     | 13    | 1     | 4     | .941     |
| 2024  | ヤクルト | 21    | 4     | 14    | 0     | 2     | 1.000    |
| 通算  | 通算     | 105   | 20    | 77    | 3     | 8     | .970     |

- 2024年度シーズン終了時

### 表彰
- 日本シリーズ優秀選手賞：1回（2021年）

### 記録
初記録
投手記録
- 初登板・初先発：2018年9月5日、対中日ドラゴンズ21回戦（明治神宮野球場）、5回5失点（自責4）で勝敗つかず[59]
- 初奪三振：同上、1回表に藤井淳志から空振り三振
- 初勝利・初先発勝利：2018年10月2日、対横浜DeNAベイスターズ23回戦（明治神宮野球場）、5回1失点
- 初完投・初完投勝利：2022年4月10日、対読売ジャイアンツ6回戦（東京ドーム）、9回1失点
- 初完封勝利：2022年6月12日、対福岡ソフトバンクホークス3回戦（福岡PayPayドーム）、9回無失点10奪三振無四球
- 初ホールド：2024年7月13日、対広島東洋カープ11回戦（MAZDA Zoom-Zoom スタジアム広島）、3回裏に2番手で救援登板、5回1/3無失点

打撃記録
- 初打席：2018年9月5日、対中日ドラゴンズ21回戦（明治神宮野球場）、3回裏に小熊凌祐から一ゴロ
- 初安打：2019年4月14日、対読売ジャイアンツ3回戦（東京ドーム）、3回表に畠世周から左前安打
- 初打点：2019年8月4日、対中日ドラゴンズ17回戦（明治神宮野球場）、5回裏に木下雄介から遊ゴロの間に記録

その他の記録
- 日本シリーズ初登板初完投初完封勝利：2021年11月21日、対オリックス・バファローズ（京セラドーム大阪）、9回133球5奪三振2四球 ※史上13人目、球団史上初[60]
  - シーズンで完投経験がない選手では史上初[61]

その他の記録
- オールスターゲーム出場：1回（2022年）

### 背番号
- 47（2016年[8] - ）

### 代表歴
- 2023 ワールド・ベースボール・クラシック日本代表